# Csuha Antal
Eördöghfalvi Csuha Antal (Nagyhalász, 1794. október 23. – Kassa, 1867. február 22.) magyar katona, az 1848–49-es forradalom és szabadságharc honvéd tábornoka.

## Élete

### Családja és ifjúkora
A Csuha családról a XVIII. századtól tesznek említést a levéltári források. E kisbirtokos nemesi család sarjaként született 1794. október 23-án. Édesapja Csuha Tamás kisbirtokos, anyja nagyiványi Fekete Magdolna. A kor szokásainak megfelelően katonaiskolát végzett Olmützben. 1813-tól hadnagy, 1844-től őrnagy volt a 39. gyalogezredben.

### Az 1848-49-es szabadságharc
1848. május végétől az Országos Nemzetőri Haditanács gyalogsági osztályának beosztott tisztje. Június 25-től császári-királyi alezredes, a Déli hadsereg óbecsei dandárjának parancsnoka. Október 26-tól honvéd ezredes, az aradi, majd a szegedi hadmegye parancsnokává nevezték ki, miután október 13-án Damjanich János alezredessel együtt meghiúsította Ferdinand von Mayerhofer ezredes azon törekvését, hogy Óbecsét elfoglalva elvágja a Bánátban és a Bácskában lévő magyar csapatokat egymástól. December 22-től a péterváradi erőd parancsnoka, ahol a várőrség 5000 főnyi katonából és 9 fő tisztből állt. 1849. január 9-től nevezték ki honvéd vezérőrnaggyá. Márciusban aláírta a kapitulációt, az őrség hangulatára hivatkozva azonban mégsem adta át a várat a császáriaknak. Április 17-én emiatt felmentették beosztásából és rövidesen nyugalmazták, a parancsnokságot pedig Kiss Pál vette át, aki egészen június 7-ig tartotta  várat.

### A szabadságharc után
A császári hadbíróság megfosztotta tábornoki rangjától 1851-ben, de nem végezték ki, ezután rövid ideig Halászban lakott, majd Kassára költözött. Végül ott halt meg 1867. február 22-én.

## Emlékezete
1998-ban az 1848-49-es szabadságharc Nagyhalászban született tábornokának nevét veszi fel az általános iskola. Évente pedig az úgynevezett Csuha-hét keretében színes programokkal és koszorúzással emlékeznek meg róla.